# Geometric Description Language
A számítógéppel segített tervezés területén a Geometric Description Language (geometriai leíró nyelv, GDL) az ARCHICAD könyvtári elemek programozási nyelve. Az ilyen CAD tárgyak fájlformátuma .GSM.
A GDL eredendő célja az egyedi geometriai modellépítés lehetővé tétele építészek számára érthető programnyelven. Ezáltal az ARCHICAD modell egyedivé, kiterjeszthetővé válik. Az így készülő tárgyak nem csak egy egyedi igényt elégíthetnek ki, alapját képezhetik egy nagyobb iroda sztenderd megoldásainak, illetve különféle gyártók (ajtó, ablak, bútor, gépészet) gyártmánykönyvtárakat bocsáthatnak az építészek rendelkezésére.

## Felhasználás
A GDL nyelv felhasználásával ARCHICAD könyvtári elemeket, ezek kombinálásával összefüggő könyvtárat lehet készíteni. Megvalósíthatók bútorok, ajtók, ablakok, kerti elemek, szerkezeti elemek, rajzi jelek, stb.
A könyvtári elemek parametrikusak, alaprajzi és 3D modelljük van, melyekből minden további nézet eredeztethető. A GDL szkriptekből így megalkothatjuk az alaprajzi, 3D, metszeti/homlokzati nézeteket, valamint a felhasználói felületet, a paraméterek összefüggését és a listázási viselkedést.
Az ARCHICAD csomagban szállított könyvtár is GDL-ben készül. Itt a legtöbb elemtípusra található példa. Továbbá igen sok, GDL alapú könyvtár elérhető, részben ingyenesen, részben fizetős változatban.

## Technikai információk
A GDL programozási nyelv alapjaiban a BASIC nyelvre épül, procedurális nyelv. Ugyanazok a vezérlési szerkezetei és a változók kezelése.
GDL-ben minden síkbeli vagy térbeli modellelem egy lokális, jobbsodrású koordináta-rendszerben kerül elhelyezésre. Ahhoz, hogy egy adott pozícióban helyezzünk le egy elemet, az elem generálása előtt a koordináta-rendszert az adott helyre és elhelyezkedésbe kell mozgatni. A koordináta-rendszer eltolását, forgatását és nyújtását transzformációnak hívjuk. A transzformációk egy veremben tárolódnak. Ez azt jelenti, hogy az új transzformációk a régiekhez hozzáadódnak, valamint a verem tetejéről transzformációk eldobhatók.
A GDL visszafelé kompatibilis, ami azt jelenti, hogy egy ARCHICAD könyvtári elem minden későbbi ArchiCAD programmal használható lesz, de a korábbiakkal nem.
A GDL nyelv részletes technikai specifikációja mindig a legfrissebb ARCHICAD verzióval szállított GDL Reference Manual dokumentumban található. Ennek online kereshető változata is elérhető, a Külső hivatkozások szekcióban található rá link.

## Felhasználási feltételek
Bár maga az ARCHICAD kereskedelemben kapható termék, a GDL ingyenes technológia. Teljes mértékben lehetséges és megengedett GDL nyelven könyvtárat fejleszteni ingyenes eszközökkel, mint a GRAPHISOFT LP_XMLConverter és GRAPHISOFT GDL Web Plug-In. Az így készült könyvtárak ingyenesen terjeszthetők vagy kereskedelmi forgalomba hozhatók.

## Lásd még
- ARCHICAD

### Technikai leírások
- GDL Center: a GDL nyelv teljes leírása, GDL tananyagok, tippek és trükkök GDL fejlesztőknek

### Oktatás
- GDL oktatás választható tárgyként a BME Építészkarán

### Közösség
- Az ArchiCAD-Talk fórum Libraries / Library Parts / GDL szekciója, angolul
- GDL-Alliance